# 영아자
영아자(Phyteuma japonicum)는 한국 각처의 주로 산골짜기 낮은 지대에 나는 여러해살이풀이다. 높이는 50-100cm이다. 전체에 털이 퍼져 나고, 줄기에 능선이 있다. 잎은 어긋나며 긴 난형에 양 끝이 뾰족하고, 길이 5-12cm, 폭 2.5-4cm이다. 밑부분의 잎에는 짧은 잎자루가 있으나 위로 올라가면서 없어지며, 가장자리에 톱니가 있고, 표면에 약간의 털이 있다. 꽃은 보라색, 총상꽃차례로 밑에서 가지가 갈라지고, 털이 없으며, 꽃받침은 통 모양이다. 화관도 깊게 5갈래, 갈래는 폭이 1mm, 길이 1-1.2cm, 뒤로 말린다. 화사는 밑 가장자리에 털이 있고, 암술대는 길이 1-1.2cm, 끝이 3갈래이다. 열매는 삭과로 납작하고 둥근 모양이며 세로맥이 뚜렷하다.